# Aspalat

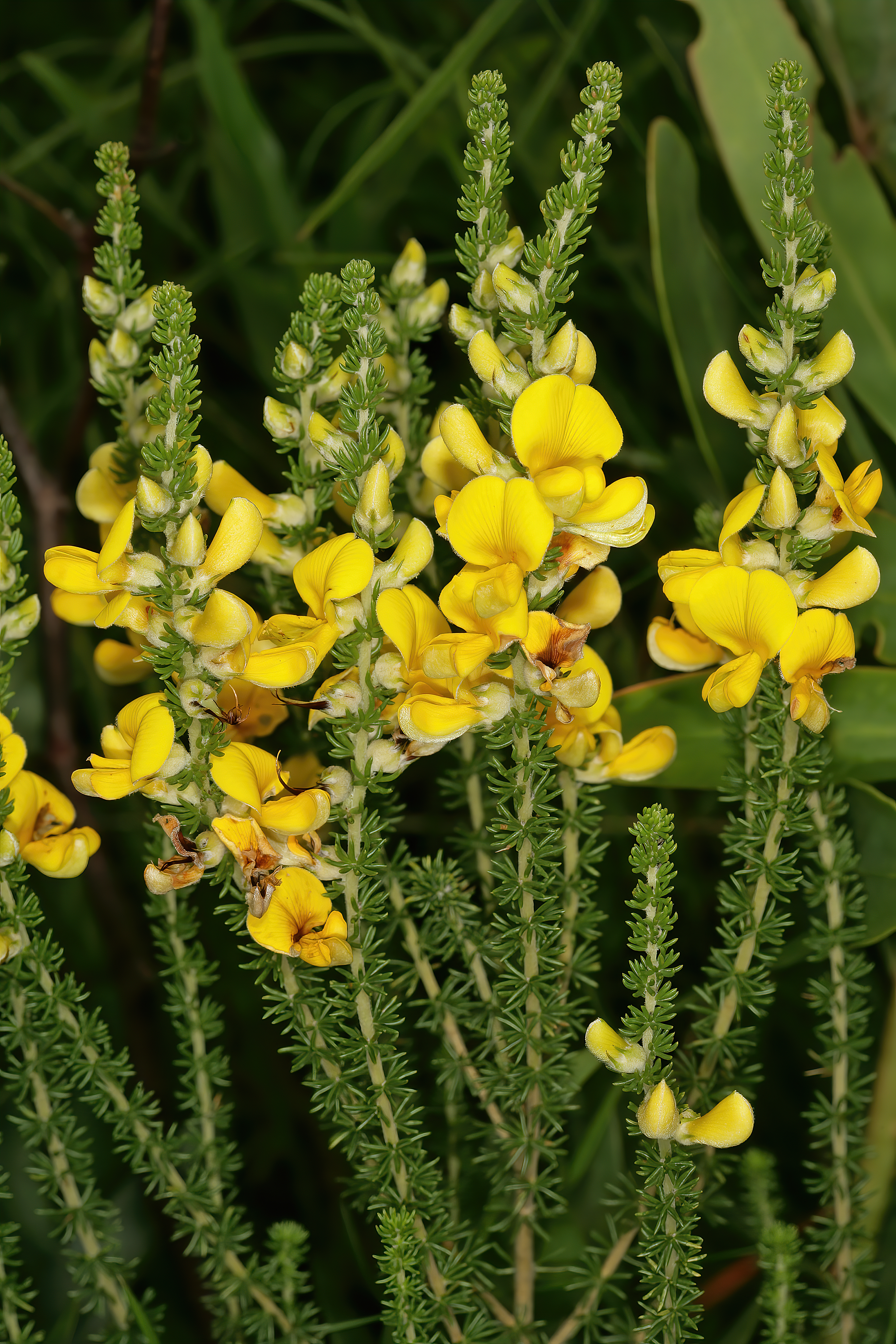
Aspalathus chortophila

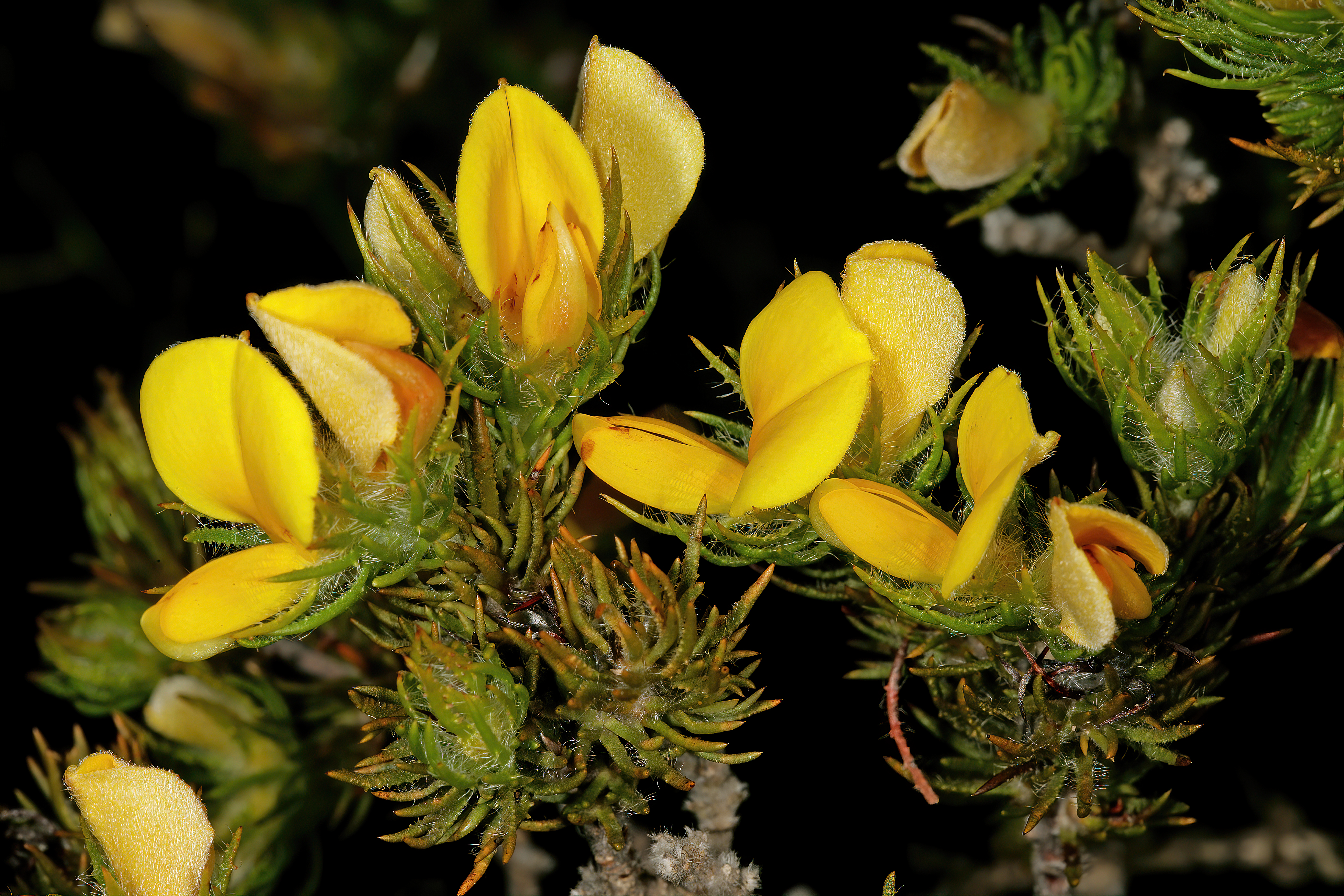
Aspalathus ciliaris

Aspalat, jasplin, czerwonokrzew (Aspalathus L.) – rodzaj roślin z rodziny bobowatych. Obejmuje ok. 290 gatunków. Rośliny te występują w południowej Afryce. Z ziela aspalatu prostego wytwarza się herbatę rooibos.

## Systematyka
Pozycja systematyczna

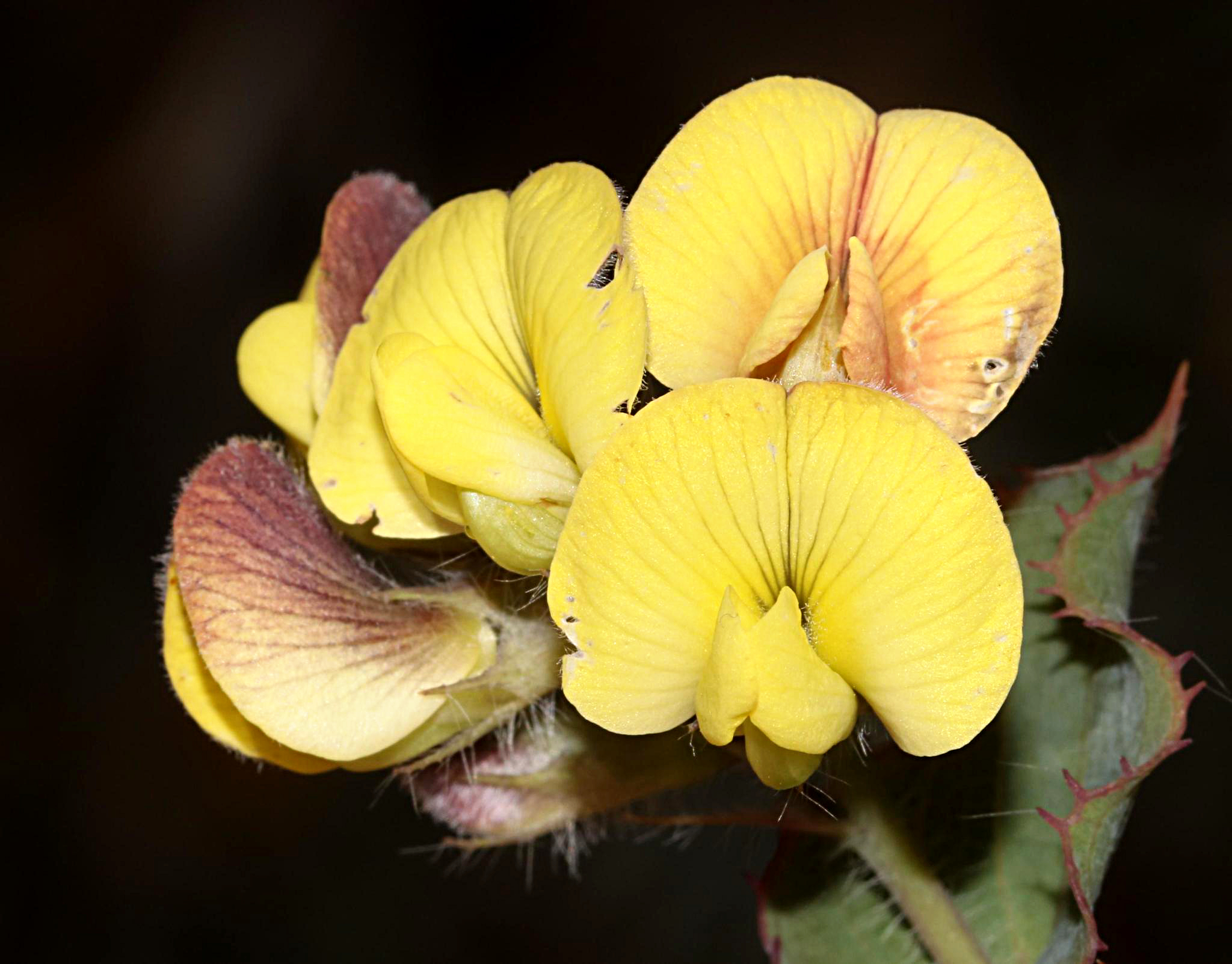
Aspalathus perfoliata

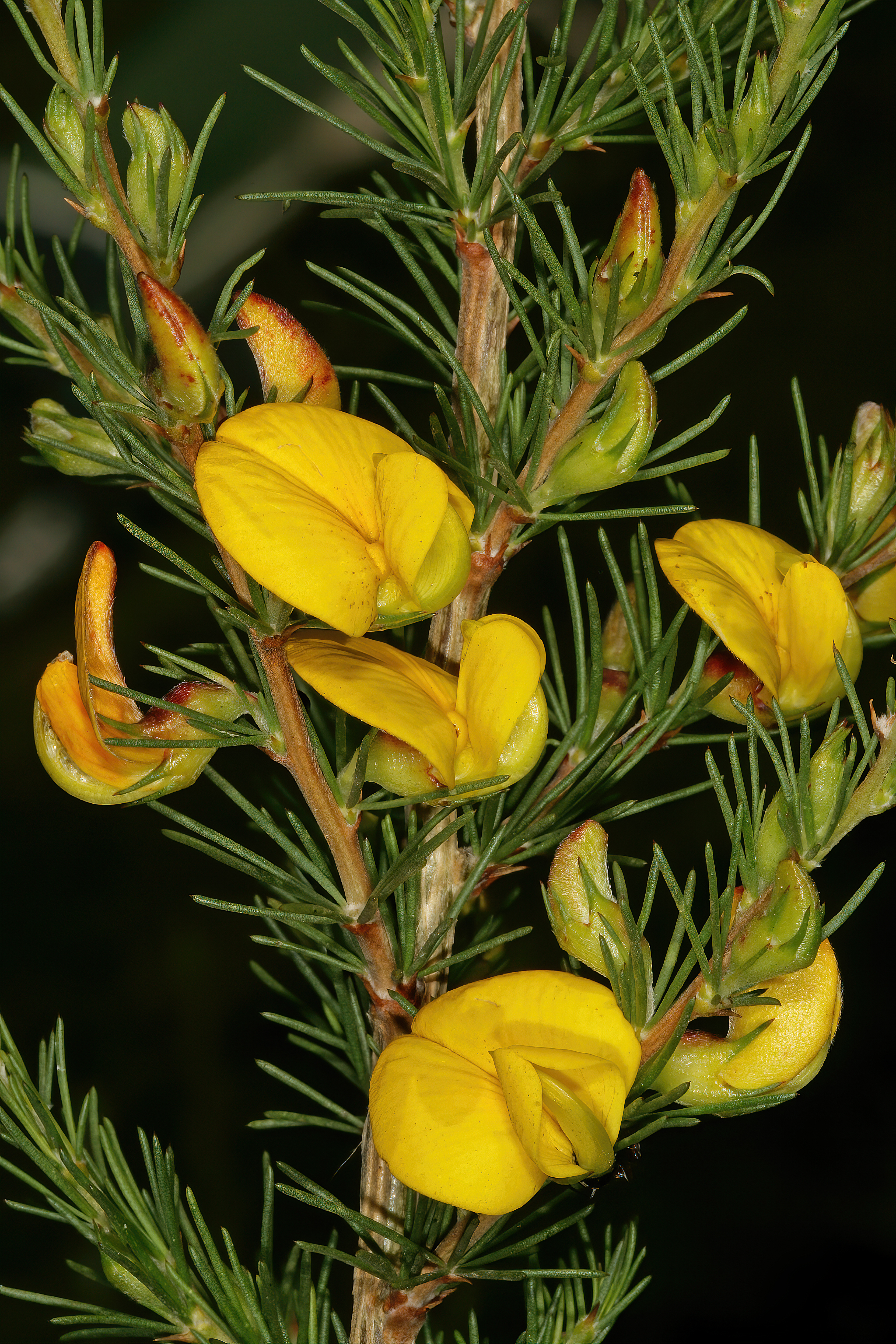
Aspalathus uniflora

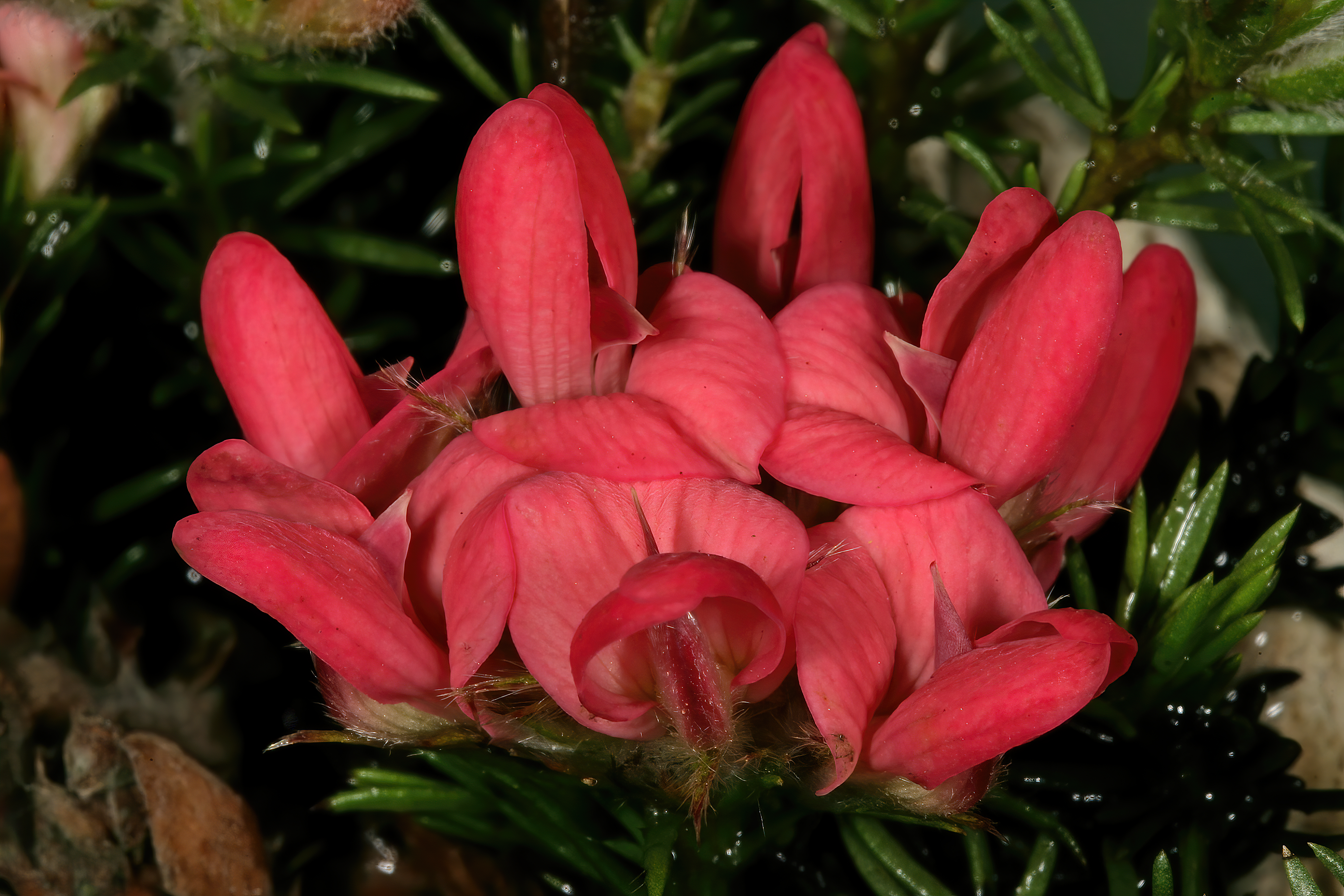
Aspalathus rosea

Rodzaj z plemienia Crotalarieae z podrodziny bobowatych właściwych Faboideae z rodziny bobowatych Fabaceae.
Wykaz gatunków
- Aspalathus abbottii C.H.Stirt. & Muasya
- Aspalathus abietina Thunb.
- Aspalathus acanthes Eckl. & Zeyh.
- Aspalathus acanthiloba R.Dahlgren
- Aspalathus acanthoclada R.Dahlgren
- Aspalathus acanthophylla Eckl. & Zeyh.
- Aspalathus acicularis E.Mey.
- Aspalathus acidota Garab. ex R.Dahlgren
- Aspalathus acifera R.Dahlgren
- Aspalathus aciloba R.Dahlgren
- Aspalathus aciphylla Harv.
- Aspalathus acocksii (R.Dahlgren) R.Dahlgren
- Aspalathus aculeata Thunb.
- Aspalathus acuminata Lam.
- Aspalathus acutiflora R.Dahlgren
- Aspalathus aemula E.Mey.
- Aspalathus albens L.
- Aspalathus alopecurus Burch. ex Benth.
- Aspalathus alpestris (Benth.) R.Dahlgren
- Aspalathus altissima R.Dahlgren
- Aspalathus amoena (R.Dahlgren) R.Dahlgren
- Aspalathus angustifolia (Lam.) R.Dahlgren
- Aspalathus araneosa L.
- Aspalathus arenaria R.Dahlgren
- Aspalathus argyrella MacOwan
- Aspalathus argyrophanes R.Dahlgren
- Aspalathus arida E.Mey.
- Aspalathus aristata Garab. ex Compton
- Aspalathus aristifolia R.Dahlgren
- Aspalathus aspalathoides (L.) R.Dahlgren
- Aspalathus asparagoides L.f.
- Aspalathus astroites L.
- Aspalathus attenuata R.Dahlgren
- Aspalathus aurantiaca R.Dahlgren
- Aspalathus barbata (Lam.) R.Dahlgren
- Aspalathus barbigera R.Dahlgren
- Aspalathus batodes Eckl. & Zeyh.
- Aspalathus bidouwensis Garab. ex R.Dahlgren
- Aspalathus biflora E.Mey.
- Aspalathus bodkinii Bolus
- Aspalathus borboniifolia R.Dahlgren
- Aspalathus bowieana (Benth.) R.Dahlgren
- Aspalathus bracteata Thunb.
- Aspalathus brevicarpa (R.Dahlgren) R.Dahlgren
- Aspalathus burchelliana Benth.
- Aspalathus caespitosa R.Dahlgren
- Aspalathus calcarata Harv.
- Aspalathus calcarea R.Dahlgren
- Aspalathus caledonensis R.Dahlgren
- Aspalathus callosa L.
- Aspalathus campestris R.Dahlgren
- Aspalathus candicans W.T.Aiton
- Aspalathus candidula R.Dahlgren
- Aspalathus capensis (Walp.) R.Dahlgren
- Aspalathus capitata L.
- Aspalathus carnosa P.J.Bergius
- Aspalathus cephalotes Thunb.
- Aspalathus cerrhantha Eckl. & Zeyh.
- Aspalathus chenopoda L.
- Aspalathus chortophila Eckl. & Zeyh.
- Aspalathus chrysantha R.Dahlgren
- Aspalathus ciliaris L.
- Aspalathus cinerascens E.Mey.
- Aspalathus citrina R.Dahlgren
- Aspalathus cliffortiifolia R.Dahlgren
- Aspalathus cliffortioides Bolus ex Schltr.
- Aspalathus collina Eckl. & Zeyh.
- Aspalathus commutata (Vogel) R.Dahlgren
- Aspalathus compacta R.Dahlgren
- Aspalathus complicata (Benth.) R.Dahlgren
- Aspalathus comptonii R.Dahlgren
- Aspalathus concava Bolus
- Aspalathus condensata R.Dahlgren
- Aspalathus confusa R.Dahlgren
- Aspalathus congesta (R.Dahlgren) R.Dahlgren
- Aspalathus cordata (L.) R.Dahlgren
- Aspalathus cordicarpa R.Dahlgren
- Aspalathus corniculata R.Dahlgren
- Aspalathus corrudifolia P.J.Bergius
- Aspalathus costulata Benth.
- Aspalathus crassisepala R.Dahlgren
- Aspalathus crenata (L.) R.Dahlgren
- Aspalathus crewiana Boatwr. & Cupido
- Aspalathus cuspidata R.Dahlgren
- Aspalathus cymbiformis DC.
- Aspalathus cytisoides Lam.
- Aspalathus dahlgrenii C.H.Stirt. & Muasya
- Aspalathus dasyantha Eckl. & Zeyh.
- Aspalathus decora R.Dahlgren
- Aspalathus densifolia Benth.
- Aspalathus desertorum Bolus
- Aspalathus dianthopora E.Phillips
- Aspalathus diffusa Eckl. & Zeyh.
- Aspalathus digitifolia R.Dahlgren
- Aspalathus divaricata Thunb.
- Aspalathus dunsdoniana Alston ex R.Dahlgren
- Aspalathus elliptica (E.Phillips) R.Dahlgren
- Aspalathus empetrifolia (R.Dahlgren) R.Dahlgren
- Aspalathus ericifolia L.
- Aspalathus eriocephaloides C.H.Stirt. & Muasya
- Aspalathus erythrodes Eckl. & Zeyh.
- Aspalathus esterhuyseniae R.Dahlgren
- Aspalathus eustonbrownii C.H.Stirt. & Muasya
- Aspalathus excelsa R.Dahlgren
- Aspalathus fasciculata (Thunb.) Druce
- Aspalathus ferox Harv.
- Aspalathus filicaulis Eckl. & Zeyh.
- Aspalathus flexuosa Thunb.
- Aspalathus florifera R.Dahlgren
- Aspalathus florulenta R.Dahlgren
- Aspalathus forbesii Harv.
- Aspalathus fourcadei L.Bolus
- Aspalathus frankenioides DC.
- Aspalathus fusca Thunb.
- Aspalathus galeata E.Mey.
- Aspalathus gerrardii Bolus
- Aspalathus glabrata R.Dahlgren
- Aspalathus glabrescens R.Dahlgren
- Aspalathus globosa Andrews
- Aspalathus globulosa E.Mey.
- Aspalathus glossoides R.Dahlgren
- Aspalathus grandiflora Benth.
- Aspalathus granulata R.Dahlgren
- Aspalathus grobleri R.Dahlgren
- Aspalathus heterophylla L.f.
- Aspalathus hirta E.Mey.
- Aspalathus hispida Thunb.
- Aspalathus horizontalis (R.Dahlgren) R.Dahlgren
- Aspalathus humilis Bolus
- Aspalathus hypnoides R.Dahlgren
- Aspalathus hystrix L.f.
- Aspalathus incana R.Dahlgren
- Aspalathus incomta Thunb.
- Aspalathus incurva Thunb.
- Aspalathus incurvifolia Vogel ex Walp.
- Aspalathus inops Eckl. & Zeyh.
- Aspalathus intermedia Eckl. & Zeyh.
- Aspalathus intervallaris Bolus
- Aspalathus intricata Garab. ex Compton
- Aspalathus isolata (R.Dahlgren) R.Dahlgren
- Aspalathus joubertiana Eckl. & Zeyh.
- Aspalathus juniperina Thunb.
- Aspalathus karrooensis R.Dahlgren
- Aspalathus katbergensis (R.Dahlgren) R.Dahlgren
- Aspalathus keeromsbergensis R.Dahlgren
- Aspalathus kougaensis (Garab. ex R.Dahlgren) R.Dahlgren
- Aspalathus lactea Thunb.
- Aspalathus laeta Bolus
- Aspalathus lamarckiana R.Dahlgren
- Aspalathus lanata E.Mey.
- Aspalathus lanceicarpa R.Dahlgren
- Aspalathus lanceifolia R.Dahlgren
- Aspalathus lanifera R.Dahlgren
- Aspalathus laricifolia P.J.Bergius
- Aspalathus latifolia Bolus
- Aspalathus lebeckioides R.Dahlgren
- Aspalathus lenticula Bolus
- Aspalathus leptocoma Eckl. & Zeyh.
- Aspalathus leptoptera Bolus
- Aspalathus leucophylla R.Dahlgren
- Aspalathus linearifolia (Burm.f.) DC.
- Aspalathus linearis (Burm.f.) R.Dahlgren – aspalat prosty
- Aspalathus linguiloba R.Dahlgren
- Aspalathus longifolia Benth.
- Aspalathus longipes Harv.
- Aspalathus lotiflora R.Dahlgren
- Aspalathus lotoides Thunb.
- Aspalathus macrantha Harv.
- Aspalathus macrocarpa Eckl. & Zeyh.
- Aspalathus marginalis Eckl. & Zeyh.
- Aspalathus marginata Harv.
- Aspalathus microlithica C.H.Stirt. & Muasya
- Aspalathus microphylla DC.
- Aspalathus millefolia R.Dahlgren
- Aspalathus modesta C.H.Stirt. & Muasya
- Aspalathus monosperma (DC.) R.Dahlgren
- Aspalathus mundiana Eckl. & Zeyh.
- Aspalathus muraltioides Eckl. & Zeyh.
- Aspalathus myrtillifolia Benth.
- Aspalathus neglecta T.M.Salter
- Aspalathus nickhelmei C.H.Stirt. & Muasya
- Aspalathus nigra L.
- Aspalathus nivea Thunb.
- Aspalathus nudiflora Harv.
- Aspalathus obliqua R.Dahlgren
- Aspalathus oblongifolia R.Dahlgren
- Aspalathus obtusata Thunb.
- Aspalathus obtusifolia R.Dahlgren
- Aspalathus odontoloba R.Dahlgren
- Aspalathus oliveri R.Dahlgren
- Aspalathus opaca Eckl. & Zeyh.
- Aspalathus orbiculata Benth.
- Aspalathus pachyloba Benth.
- Aspalathus pallescens Eckl. & Zeyh.
- Aspalathus pallidiflora R.Dahlgren
- Aspalathus parviflora P.J.Bergius
- Aspalathus patens Garab. ex R.Dahlgren
- Aspalathus pedicellata Harv.
- Aspalathus pedunculata Houtt.
- Aspalathus pendula R.Dahlgren
- Aspalathus perfoliata (Lam.) R.Dahlgren
- Aspalathus perforata (Thunb.) R.Dahlgren
- Aspalathus petersonii R.Dahlgren
- Aspalathus pigmentosa R.Dahlgren
- Aspalathus pilantha R.Dahlgren
- Aspalathus pinea Thunb.
- Aspalathus pinguis Thunb.
- Aspalathus polycephala E.Mey.
- Aspalathus potbergensis R.Dahlgren
- Aspalathus proboscidea R.Dahlgren
- Aspalathus prostrata Eckl. & Zeyh.
- Aspalathus psoraleoides (C.Presl) Benth.
- Aspalathus puberula (Eckl. & Zeyh.) R.Dahlgren
- Aspalathus pulicifolia R.Dahlgren
- Aspalathus pycnantha R.Dahlgren
- Aspalathus quadrata L.Bolus
- Aspalathus quartzicola C.H.Stirt. & Muasya
- Aspalathus quinquefolia L.
- Aspalathus radiata Garab. ex R.Dahlgren
- Aspalathus ramosissima R.Dahlgren
- Aspalathus ramulosa E.Mey.
- Aspalathus rectistyla R.Dahlgren
- Aspalathus recurva Benth.
- Aspalathus recurvispina R.Dahlgren
- Aspalathus repens R.Dahlgren
- Aspalathus retroflexa L.
- Aspalathus rigidifolia R.Dahlgren
- Aspalathus rosea Garab. ex R.Dahlgren
- Aspalathus rostrata Benth.
- Aspalathus rostripetala R.Dahlgren
- Aspalathus rubens Thunb.
- Aspalathus rubiginosa R.Dahlgren
- Aspalathus rugosa Thunb.
- Aspalathus rupestris R.Dahlgren
- Aspalathus rycroftii R.Dahlgren
- Aspalathus salicifolia R.Dahlgren
- Aspalathus salteri L.Bolus
- Aspalathus sanguinea Thunb.
- Aspalathus sceptum-aureum R.Dahlgren
- Aspalathus secunda E.Mey.
- Aspalathus securifolia Eckl. & Zeyh.
- Aspalathus sericea P.J.Bergius
- Aspalathus serpens R.Dahlgren
- Aspalathus setacea Eckl. & Zeyh.
- Aspalathus shawii L.Bolus
- Aspalathus simii Bolus
- Aspalathus singuliflora R.Dahlgren
- Aspalathus smithii R.Dahlgren
- Aspalathus spectabilis R.Dahlgren
- Aspalathus spicata Thunb.
- Aspalathus spiculata R.Dahlgren
- Aspalathus spinescens Thunb.
- Aspalathus spinifera C.H.Stirt. & Muasya
- Aspalathus spinosa L.
- Aspalathus spinosissima R.Dahlgren
- Aspalathus stenophylla Eckl. & Zeyh.
- Aspalathus steudeliana Brongn.
- Aspalathus stokoei L.Bolus
- Aspalathus stricticlada (R.Dahlgren) R.Dahlgren
- Aspalathus suaveolens Eckl. & Zeyh.
- Aspalathus submissa R.Dahlgren
- Aspalathus subtingens Eckl. & Zeyh.
- Aspalathus subulata Thunb.
- Aspalathus sulphurea R.Dahlgren
- Aspalathus taylorii R.Dahlgren
- Aspalathus tenuissima R.Dahlgren
- Aspalathus teres Eckl. & Zeyh.
- Aspalathus ternata (Thunb.) Druce
- Aspalathus theresae Cupido
- Aspalathus tridentata L.
- Aspalathus triquetra Thunb.
- Aspalathus truncata Eckl. & Zeyh.
- Aspalathus tuberculata Walp.
- Aspalathus tulbaghensis R.Dahlgren
- Aspalathus tylodes Eckl. & Zeyh.
- Aspalathus ulicina Eckl. & Zeyh.
- Aspalathus uniflora L.
- Aspalathus usnoides C.H.Stirt. & Muasya
- Aspalathus vacciniifolia R.Dahlgren
- Aspalathus varians Eckl. & Zeyh.
- Aspalathus variegata Eckl. & Zeyh.
- Aspalathus venosa E.Mey.
- Aspalathus verbasciformis R.Dahlgren
- Aspalathus vermiculata Lam.
- Aspalathus villosa Thunb.
- Aspalathus vulnerans Thunb.
- Aspalathus vulpina Garab. ex R.Dahlgren
- Aspalathus willdenowiana Benth.
- Aspalathus wittebergensis Compton & P.E.Barnes
- Aspalathus wurmbeana E.Mey.
- Aspalathus zeyheri (Harv.) R.Dahlgren